# Acontiola divisa
Acontiola divisa is een vlinder van de familie van de uilen (Noctuidae). De wetenschappelijke naam van deze soort is voor het eerst voorgesteld als Ozarba divisa door Max Gaede in een publicatie uit 1916.
De soort komt voor in Tanzania.